# Moreno (stacja metra)
Moreno – stacja metra w Buenos Aires, na linii C. Znajduje się pomiędzy stacjami Avenida de Mayo, a Independencia. Stacja została otwarta 9 listopada 1934.